# Dancemania
Cet article concerne la série d'albums compilation. Pour le label musical, voir Dance Mania.
Dancemania est une série d'albums compilations distribuée par i-DANCE. La série se focalise principalement sur le genre musical dance, en particulier eurodance. Les morceaux étant composées par de nombreux artistes originaires d'Europe, les albums ont été exclusivement commercialisés au Japon. Le premier opus, Dancemania 1, est commercialisé le 10 avril 1996 avec des artistes comme E-Rotic, Cut 'N' Move, Me & My, Maxx, Basic Element, Magic Affair, Odyssey, Captain Jack, Interactive, Space Pilots, et DJ Quicksilver. 1 débute à la 14e place des classements musicaux Oricon en avril 1996, atteint par la suite la quatrième place en mai la même année, puis atteint la 56e place du Top 100 des meilleures ventes d'albums en 1996 avec 480 980 exemplaires vendus.
Dancemania s'est également créé plusieurs projets connexes, comme Summers & Winters, Bass, Euro Mix, Super Techno, Classics, Delux, Game, Club, Zip Mania, Trance, Trance Paradise, Covers et Speed. De nombreuses séries ont émanées de ces projets. La série a approximativement commercialisé 50 volumes durant ses quatre années d'existence et le label clame avoir vendu plus de 10 millions d'exemplaires à la fin des années 1990. Nombre de ses compositions ont été licenciés pour les jeux vidéo Bemani de Konami, comme Dance Dance Revolution ou Dance Maniax.

## Commercialisation
| No. | Date             | Réf.   |
| --- | ---------------- | ------ |
| 1   | 10 avril 1996    | [ 1 ]  |
| 2   | 17 juillet 1996  | [ 7 ]  |
| 3   | 9 octobre 1996   | [ 8 ]  |
| 4   | 16 janvier 1997  | [ 9 ]  |
| 5   | 28 avril 1997    | [ 10 ] |
| 6   | 1er juillet 1997 | [ 11 ] |
| 7   | 16 octobre 1997  | [ 12 ] |
| 8   | 16 janvier 1998  | [ 13 ] |
| 9   | 29 avril 1998    | [ 14 ] |
| 10  | 16 janvier 1998  | [ 15 ] |
| X1  | 13 janvier 1999  | [ 16 ] |
| X2  | 9 avril 1999     | [ 17 ] |
| X3  | 23 juillet 1999  | [ 18 ] |
| X4  | 20 octobre 1999  | [ 19 ] |
| X5  | 13 janvier 2000  | [ 20 ] |
| X6  | 12 avril 2000    | [ 21 ] |
| X7  | 19 juillet 2000  | [ 22 ] |
| X8  | 17 janvier 2001  | [ 23 ] |
| X9  | 18 avril 2001    | [ 24 ] |
| 20  | 21 novembre 2001 | [ 25 ] |
| 21  | 30 janvier 2002  | [ 26 ] |
| 22  | 26 avril 2002    | [ 27 ] |

### Série principale
- Nonstop Megamix Dancemania 1 – 10, 20 – 22
- Nonstop Megamix Dancemania X1 – X9 (a.k.a. 11 – 19)
- Nonstop Megamix Dancemania EX 1 – EX 9
- Nonstop Megamix Dancemania Best Yellow
- Nonstop Megamix Dancemania Best Red
- Dancemania Tre*Sure 10th Anniversary Special Edition
- Dancemania Sparkle – Best of 90s Dance Pop

### Séries connexes

#### Summers & Winters
Summers implique principalement des musiques latine et de reggae. Winters implique principalement du handbag house, du breakbeat et du big beat.
- Nonstop Megamix Dancemania Summers 1 – 3
- Nonstop Megamix Dancemania Summers 2001
- Nonstop Megamix Dancemania Winters 1 – 2
- Nonstop Megamix Dancemania Winters Rock Groove

#### Speed
- Nonstop Megamix Dancemania Speed 1 – 10
- Classical Speed 1 – 2
- Hyper Nonstop Megamix Dancemania Speed G1 – G5
- Happy Speed The Best of Dancemania Speed G
- Hyper Nonstop Megamix Dancemania Speed Best 2001
- Nonstop Megamix Dancemania Speed Presents Happy Ravers
- Nonstop Megamix Dancemania Speed Presents Trance Ravers
- Dancemania Speed Presents Best of Hardcore
- Nonstop Megamix Dancemania Speed SFX
- Hyper Nonstop Megamix Christmas Speed
- Hyper Nonstop Megamix Dancemania Speed TV
- Nonstop Megamix Speed Deka
- Nonstop Megamix Anime Speed
- Anime Speed Newtype Edition
- Speedrive
- Nonstop Megamix Speed Buyuuden

#### Bass
- Nonstop Megamix Dancemania Bass #0 – #11

#### Euro Mix
Le terme d'« euro » dans ces albums signifie eurobeat et europop.
- Nonstop Megamix Dancemania Euro Mix Happy Paradise 1 – 2
- Dancemania Presents J:Paradise
- Dancemania EURO CLASSICS

#### Super Techno
- Nonstop Megamix Dancemania Super Techno I – II
- Nonstop Megamix Dancemania Super Techno Best

#### Classics
Classics implique les musiques vintage eurobeat / Hi-NRG / R & B des années 1970 et 1980.
- Dancemania Classics
- Nonstop Megamix Dancemania Euro Classics
- Nonstop Megamix Dancemania Club Classics 1 – 2
- Nonstop Megamix Dancemania SuperClassics 1 – 3
- Nonstop Megamix Dancemania SuperClassics Best
- Nonstop Megamix Dancemania 80's
- Non-stop Essential Mix Dancemania 80's Two
- Dancemania Sparkle Classics – Best of 80s Disco Pop

#### Trance Paradise
- Trance Paradise The Best
- Hime Trance 1 – 4
- Himetra Best
- Himetra Speed
- Himetra Presents Tsukasa Mix
- Himetra Anime*Mix
- Hostrance 1 – 2
- Auto Gallery Tokyo 2006
- Kabatra

#### Autres
- Non-stop Megamix Dancemania Sports
- Dancemania presents Disco Groove
- Nonstop Megamix Disco Viking
- Nonstop Megamix Disco Viking Megamix
- Dancemania Presents Summer Story 2007 Supported by 9LoveJ
- Dancemania Presents Summer Story 2008 Supported by Club J
- Dancemania Presents Summer Story 2009

#### Séries spéciales
- Dancemania Delux 1 – 5
- Nonstop Megamix Dancemania Hyper Delux
- Nonstop Megamix Dancemania Extra
- Nonstop Megamix Dancemania Diamond
- Dancemania Diamond Complete Edition

#### Trance
- The Best of World Trance FantasiA 1 – 3
- Trance Mania 1 – 3
- Nonstop Megamix Dancemania Trance Z 1 – Z 2
- Nonstop Megamix Dancemania Super Trance Best

#### Covers
- Dancemania COVERS
- Dancemania COVERS 2
- Dancemania COVERS 01